# Kirby Mass Attack
Kirby Mass Attack (с англ. — «Массовая атака Кирби») — платформер-головоломка из серии Kirby, разработанная HAL Laboratory для Nintendo DS. Игра выпущена компанией Nintendo в Японии 4 августа 2011 года, в Северной Америке 19 сентября 2011 года, а в Европе 28 октября 2011 года. Игра была кратко упомянута на пресс-конференции Nintendo на E3 2011.

## Игровой процесс
Управление, как и в Kirby: Canvas Curse, осуществляется с помощью стилуса и сенсорного экрана Nintendo DS; джойстик и кнопки напрямую не зайдействованы. На экране может одновременно находиться до десяти Кирби. Нажатие на экран создаёт звезду, к которой устремится Кирби. При нажатии на врагов или препятствия, Кирби устремятся в атаку, используя в качестве снарядов в том числе друг друга. Собирая кусочки фруктов, игрок увеличивает количество управляемых Кирби. На каждом уровне есть требование к количеству Кирби; некоторые головоломки требуют участия всех десяти. Если Кирби получает урон от врага, он окрашивается в синий цвет до тех пор, пока игрок не пройдёт уровень или не найдёт специальные врата для восстановления здоровья. Синий Кирби при получении урона становится серым и уходит с поля, однако если игрок успеет отреагировать и вернуть его, он вновь станет синим. На каждом уровне можно заработать несколько медалей, решив головоломки, и получить доступ к мини-играм и бонусам, найдя ключ и отперев им сундук с сокровищами. На некоторых уровнях находятся леденцы на палочке, которые увеличивают в размере всех Кирби, позволяя им перебираться через препятствия и достигать новых областей.

## Сюжет
На планете Поп Звезда (англ. Pop Star) Кирби отправился исследовать острова ПоПоПо. Когда Кирби уснул в поле, с неба появился Некродеус (англ. Necrodeus), лидер Банды Черепа (англ. Skull Gang). Он накладывает на Кирби чары, разделяя его на десять копий. Некродеус сражается с каждой копией по отдельности и побеждает всех, кроме одной — её волшебник оставляет для своих планов. Отчаявшийся Кирби замечает звезду, оказавшуюся сердцем Кирби, которая просит его следовать за ней, обещая, что вместе они победят Некродеуса. Последовав её совету, Кирби начинает своё приключения, надеясь вернуть себя в первоначальный вид.

## Разработка и выпуск игры
Под руководством Мари Cиракавы и при продюсировании Масанобу Ямамото, Kirby Mass Attack была разработана из желания HAL Laboratory интегрировать новые, уникальные игровые механики в серию Kirby. Вместо способностей копирования, являющихся основным аспектом игр Kirby, фокус был сделан на управлении группой. Команда рассматривала возможность добавить в игру копирование, но после переговоров с Nintendo и старшим продюсером Кенсукэ Танабэ они отказались от этой идеи, поскольку с учётом нескольких Кирби на экране это чересчур бы усложнило игру. По этой же причине дизайн уровней был упрощён, а реиграбельность и сложность этапов была достигнута наличием опциональных медалей.
Несмотря на то, что Kirby Mass Attack вышла уже после презентации Nintendo 3DS, она разрабатывалась для DS, прошлой консоли Nintendo. По словам Сиракавы, это было сделано потому, что игра не использовала бы все возможности 3DS, а потому переносить её на новую консоль было бы бессмысленно.
Kirby Mass Attack была анонсирована и показана на выставке E3 2011/ Она вышла в Японии 4 августа 2011 года, в Северной Америке 19 сентября 2011 года, а в Европе — в октябре 2011 года.

## Медиа
С 2016 года в Японии издавалась пятитомная манга по мотивам игры, названная «Собирайся! Кирби». Она была написана Чисато Сэки и проиллюстрирована Юми Цукирино. Манга издавалась компанией Asahi Production и выкладывалась в Facebook. В конце 2016 года выпуск манги был завершён.

## Критика
| Сводный рейтинг       | Сводный рейтинг |
| Агрегатор             | Оценка          |
| --------------------- | --------------- |
| GameRankings          | 84,36 %         |
| Game Ratio            | 83 %            |
| Metacritic            | 83/100          |
| MobyRank              | 84/100          |
| Иноязычные издания    |                 |
| Издание               | Оценка          |
| 1UP.com               | A-              |
| AllGame               | [ 15 ]          |
| Destructoid           | 9,5/10          |
| Eurogamer             | 8/10            |
| Famitsu               | 36/40           |
| Game Informer         | 8,50/10         |
| GamePro               | [ 20 ]          |
| GameSpot              | 8,5/10          |
| GamesRadar+           | [ 22 ]          |
| GameTrailers          | 8,1/10          |
| GameZone              | 9,0/10          |
| IGN                   | 8,5/10          |
| Joystiq               | [ 26 ]          |
| Nintendo Power        | 8/10            |
| Nintendo World Report | 8,5/10          |
| ONM                   | 80 %            |
| WorthPlaying          | 9,0/10          |
| Bordersdown           | 9/10            |
| The A.V. Club         | A−              |
| The Daily Telegraph   | [ 33 ]          |

Kirby Mass Attack получила положительные отзывы, средний балл игры на агрегаторе Metacritic составляет 83 из 100 на основе 46 обзоров. GameRankings дал игре 84,36 баллов на основе 28 обзоров. Destructoid дал игре 9,5 баллов из 10, заключив: «тщательно продуманная, безумно милая и всецело нацеленная на веселье — Kirby Mass Attack без сомнения должна входить в вашу портативную библиотеку». IGN и Game Informer дали игре 8,5 баллов из 10. 1UP.com дал игре рейтинг «А-», заявив, что это «блестящая игра». Японское издание Famitsu оценило игру на 36 баллов из 40.
В 2012 году сайт GamesRadar поместил Kirby Mass Attack на 9 место в списке «Лучших игр серии Kirby».

## Заметки
1. ↑  Известная в Японии как Atsumete! Kirby (яп. あつめて！カービィ Ацумэтэ! Ка:би:, «Собирайся! Кирби»)